# Будище (Куликовский район)
Буди́ще (укр. Будище) — село Куликовского района Черниговской области Украины. Население 95 человек.
Код КОАТУУ: 7422783502. Почтовый индекс: 16352. Телефонный код: +380 4643.

## Власть
Орган местного самоуправления — Дремайловский сельский совет. Почтовый адрес: 16352, Черниговская обл., Куликовский р-н, с. Дремайловка, ул. Шевченко 181, тел. 2-76-23, 2-76-32 .

## Галерея

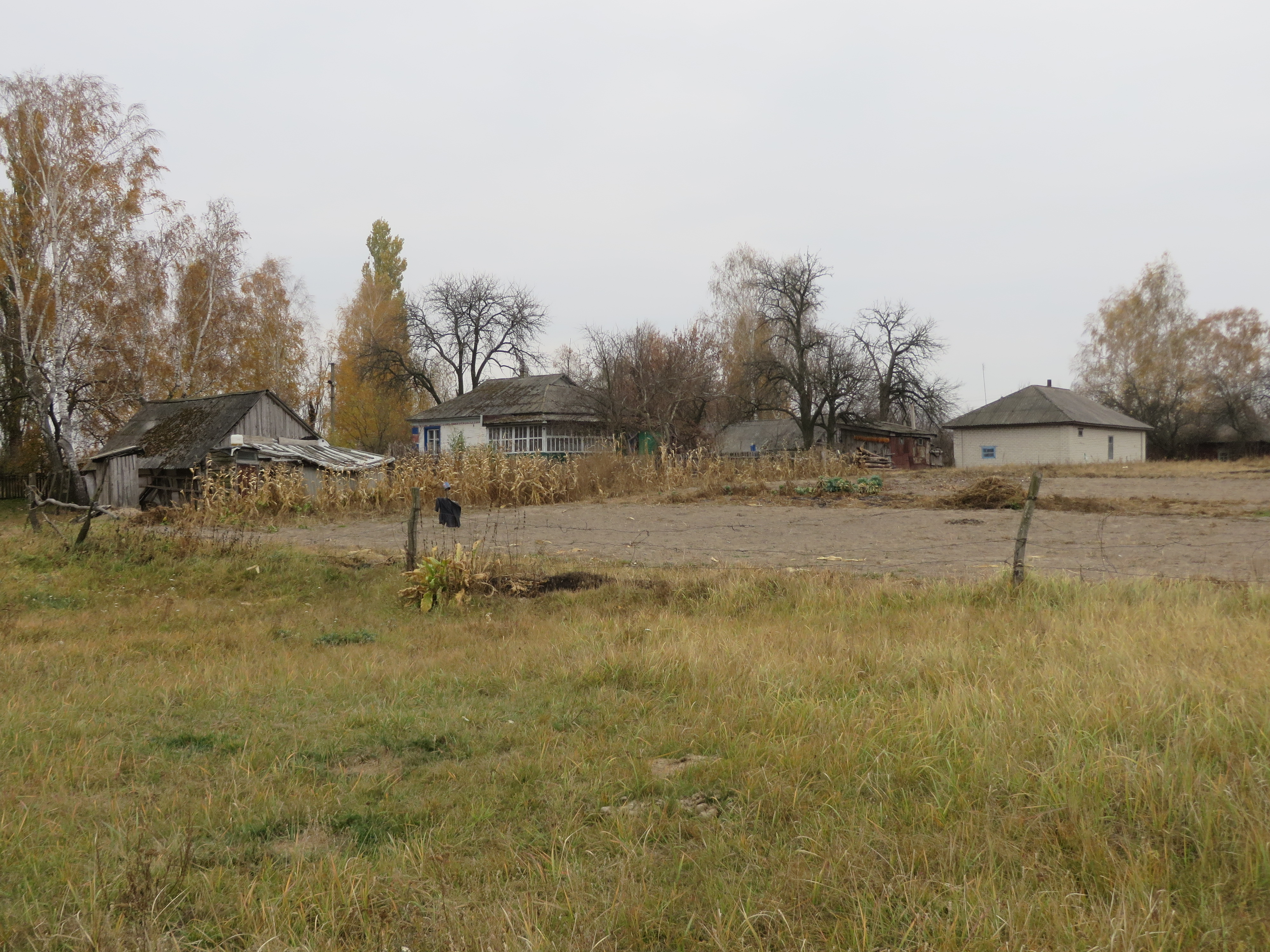
Начало_села
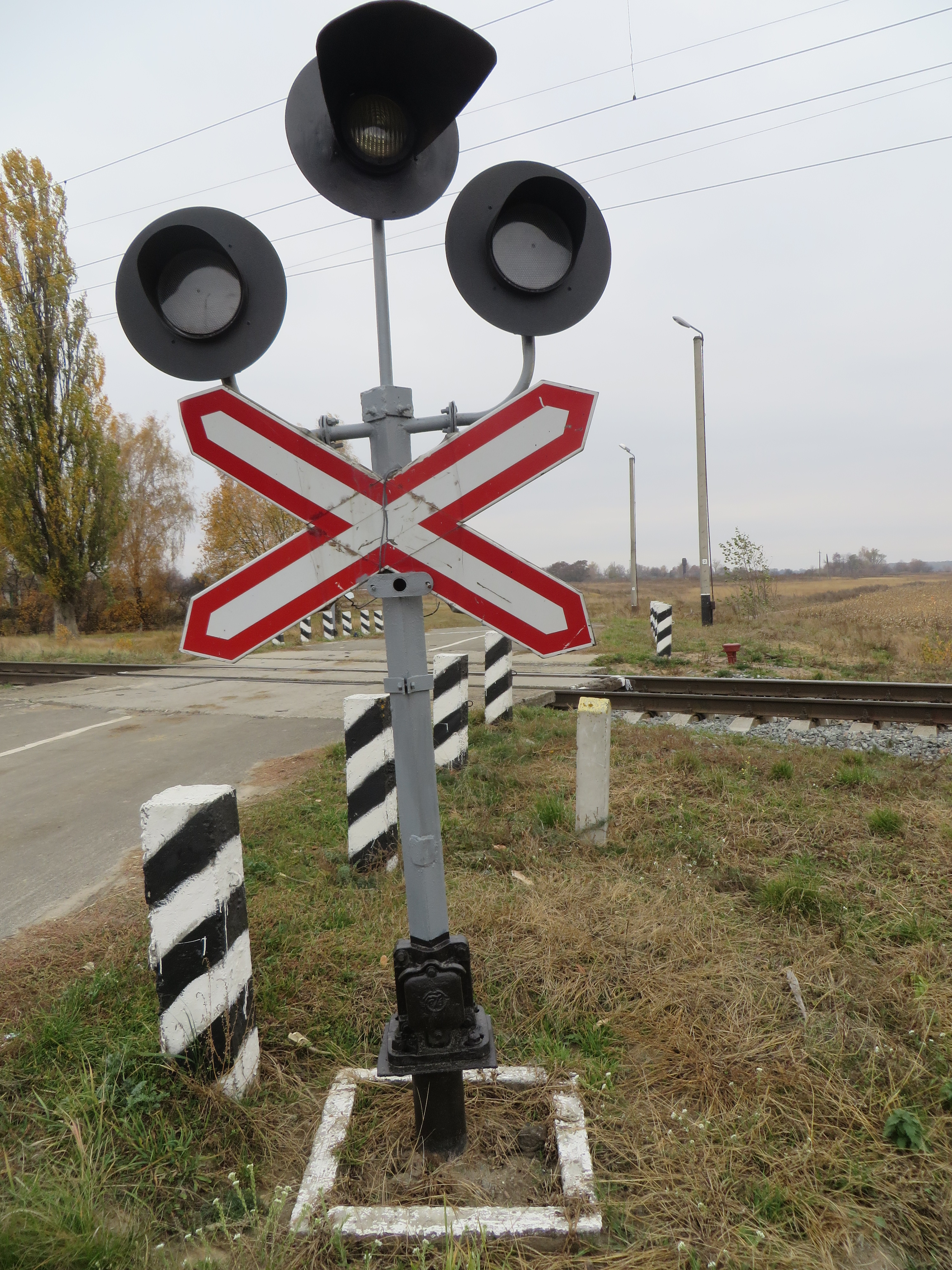
Железнодорожный светофор возле станции «Дремайловка»
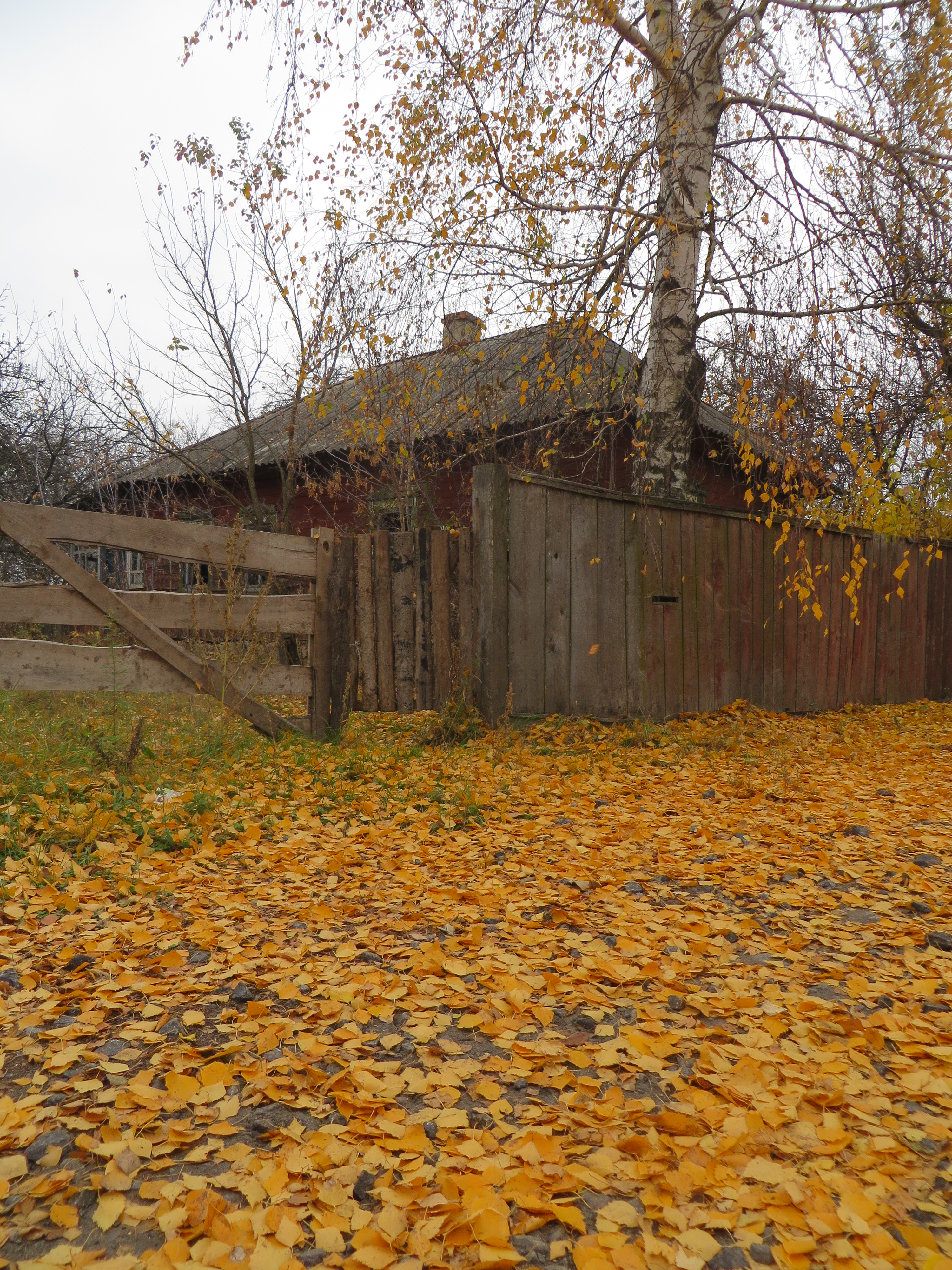
сельская улица осенью
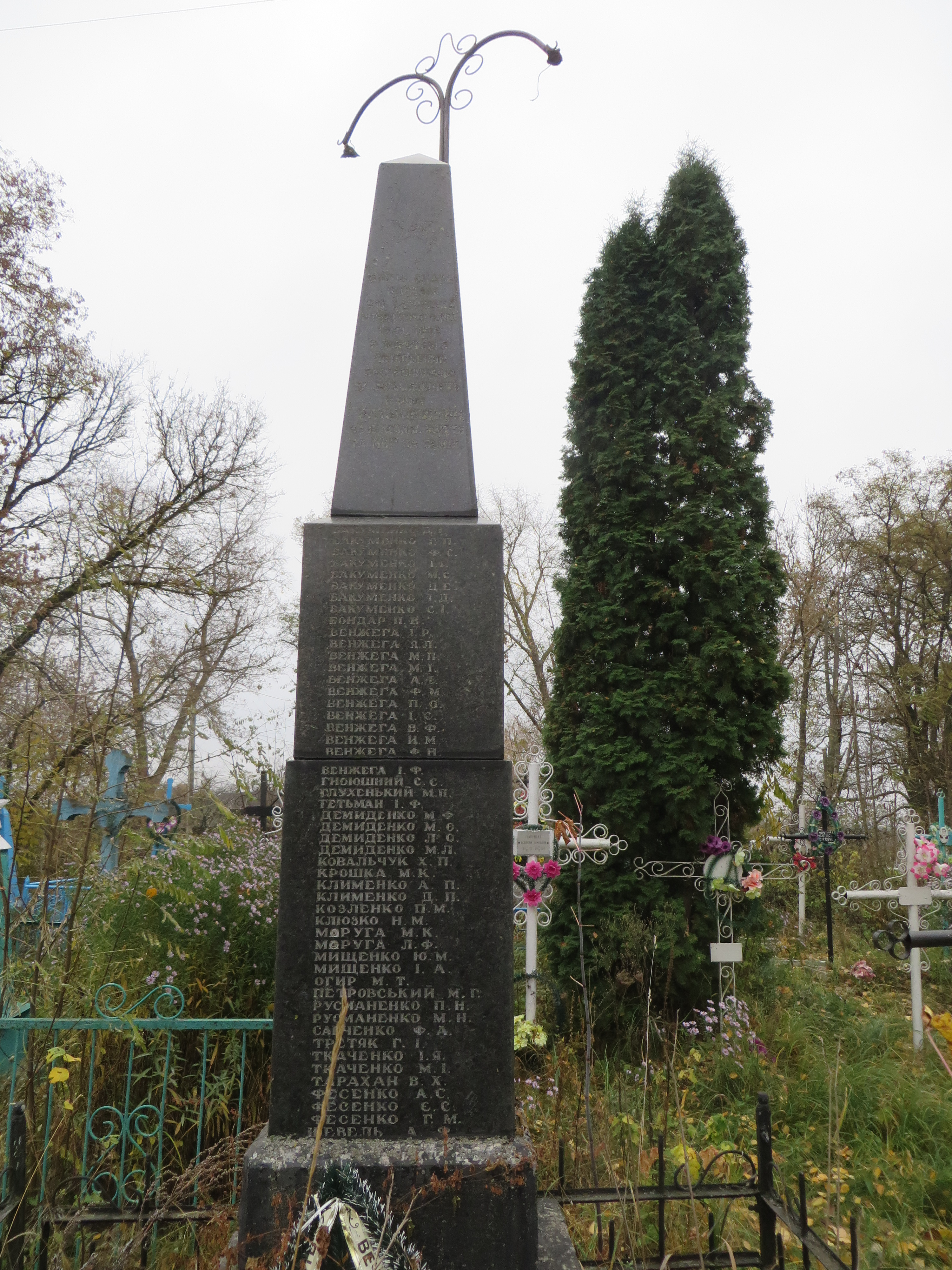
памятник воинам ВОВ
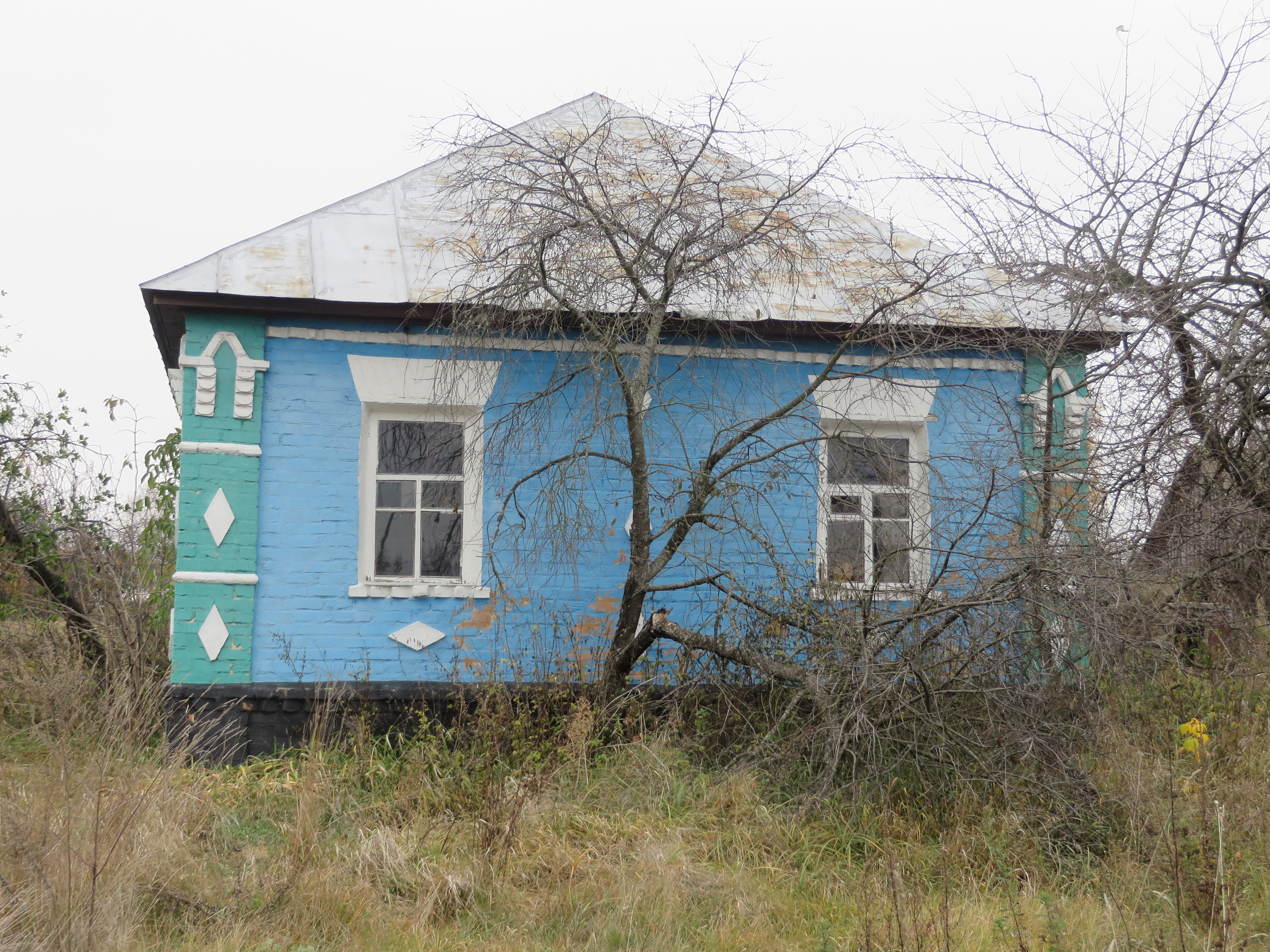
одна из хат
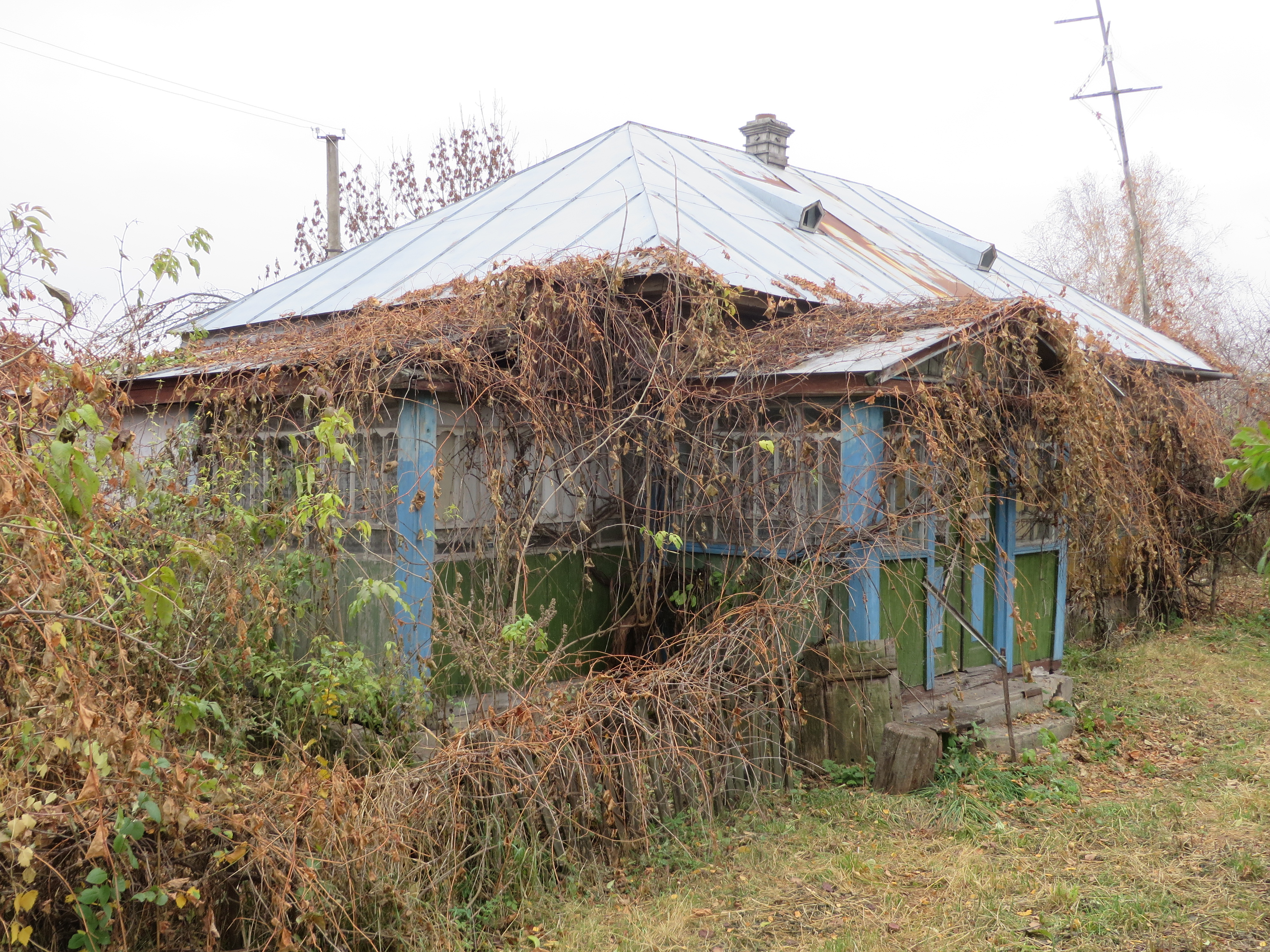
покинутая хата
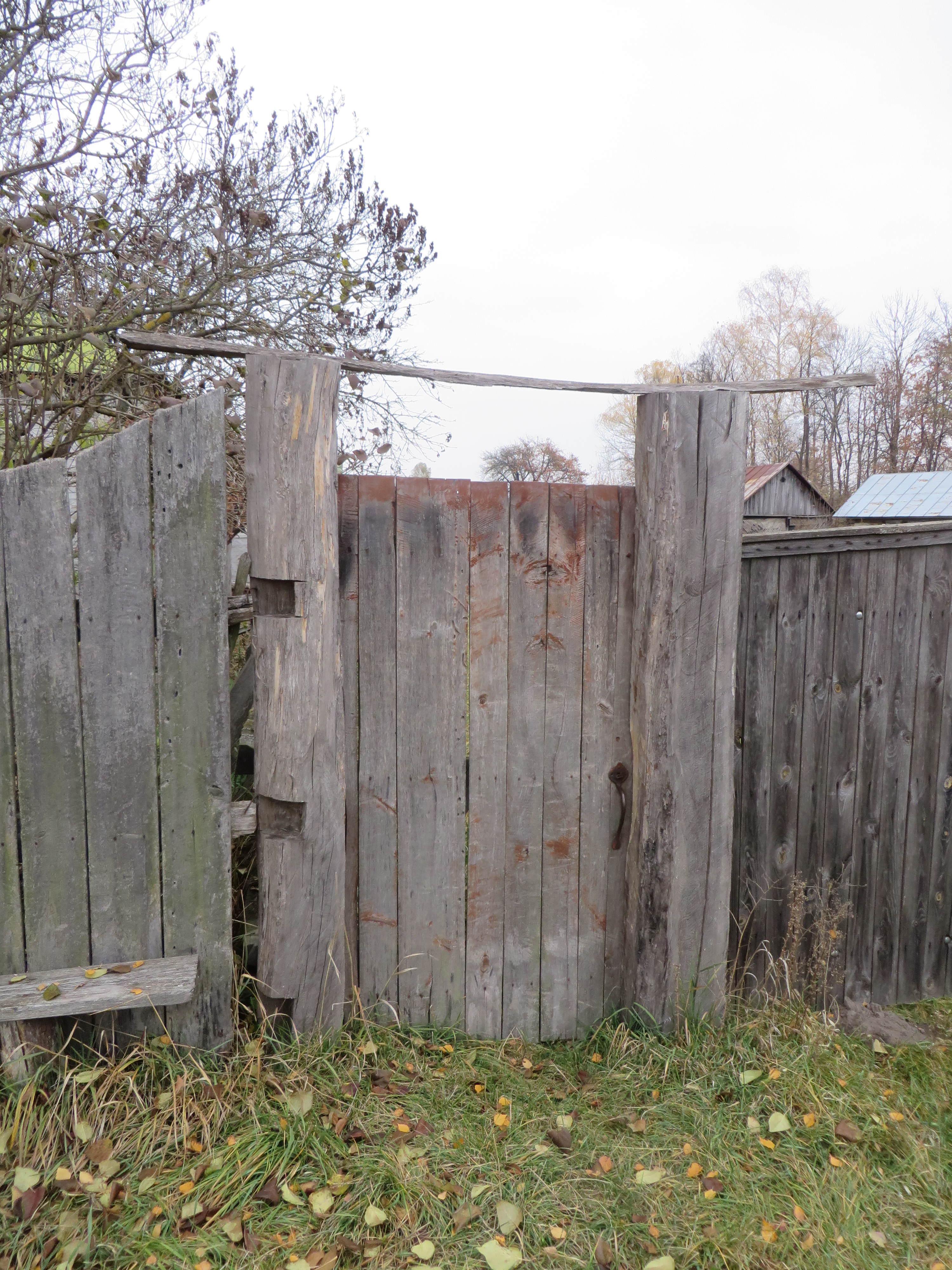
деревянные ворота
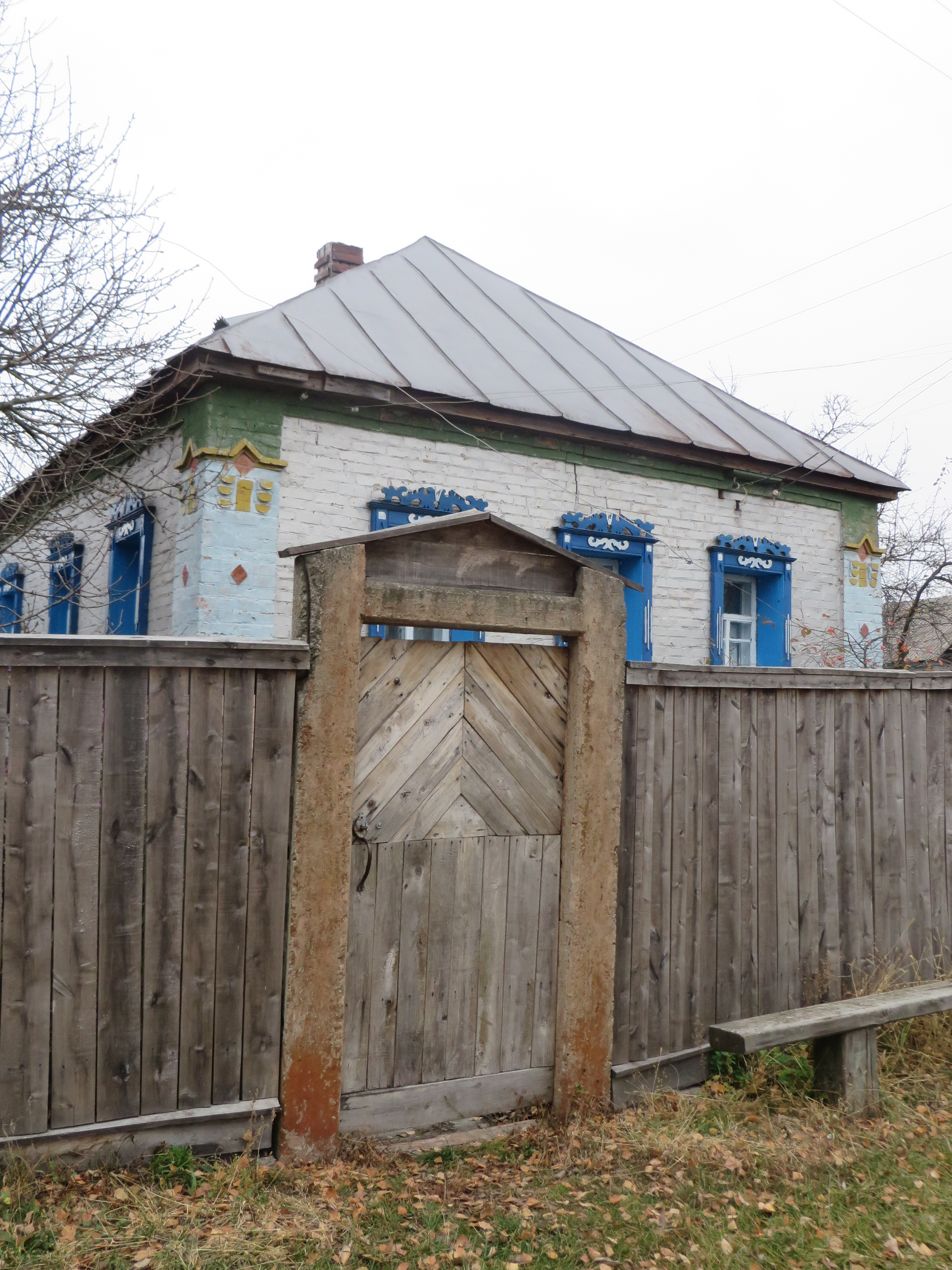
деревянные ворота
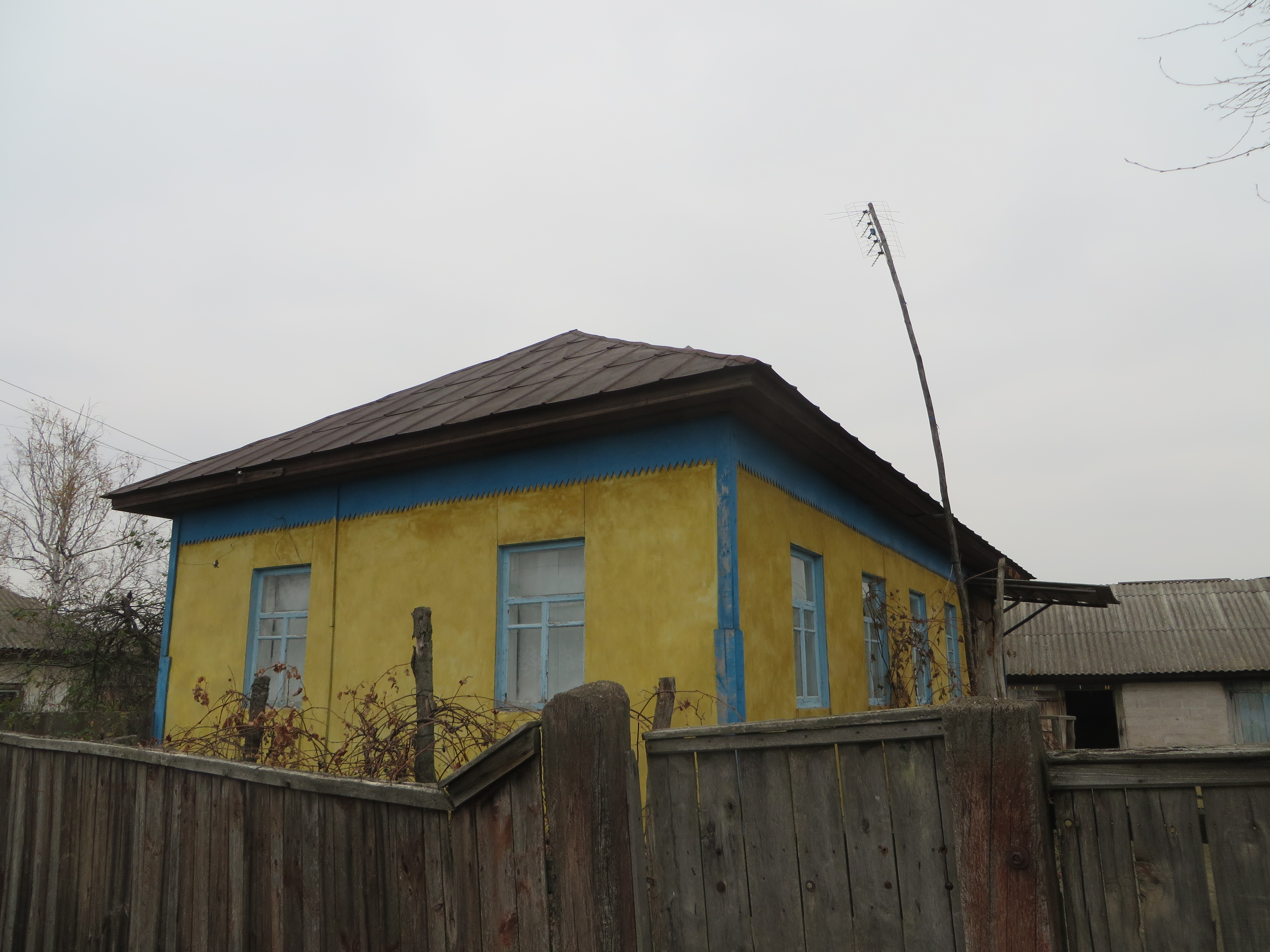
типовая полесская хата
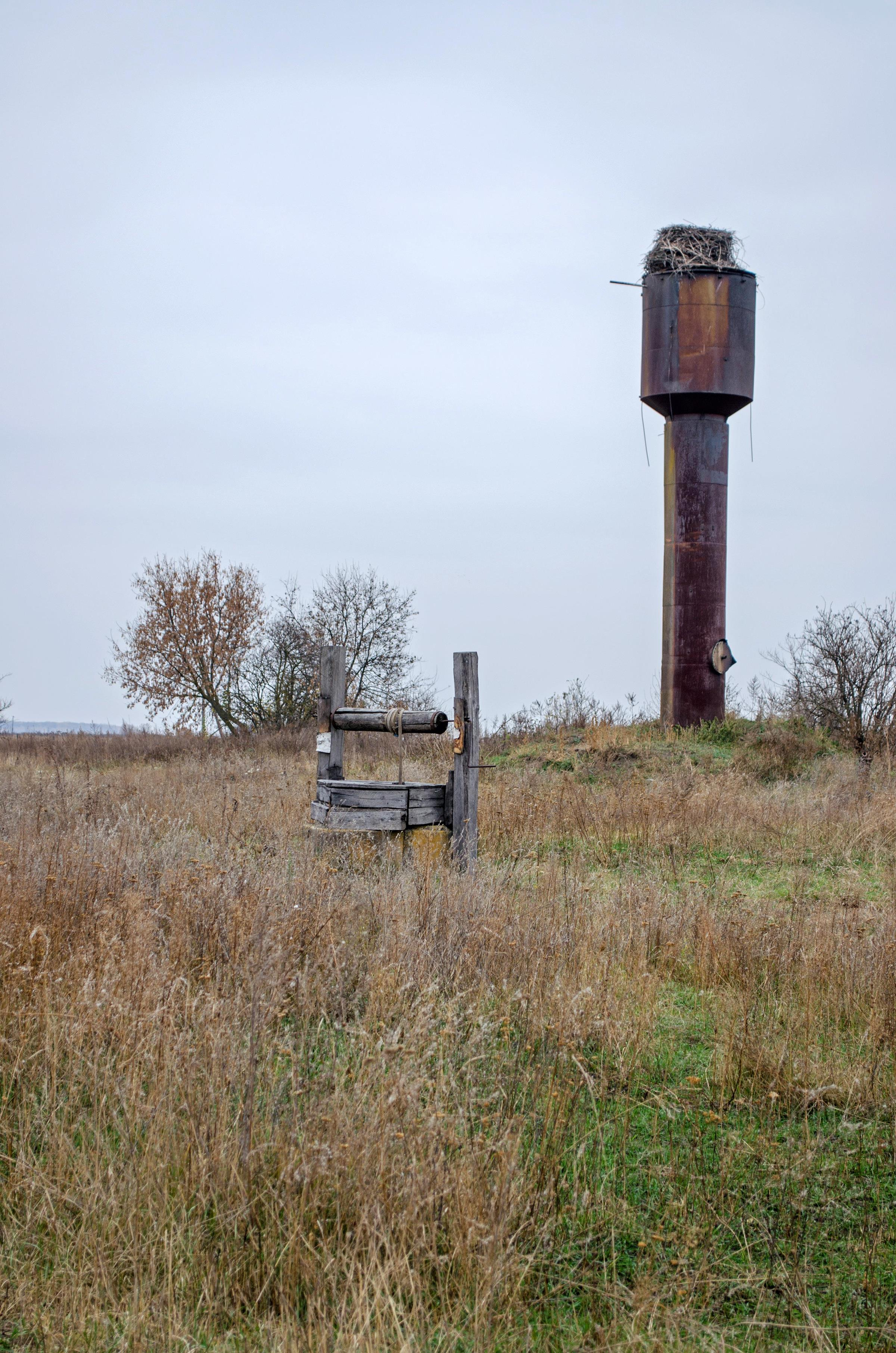
Водонапорная башня и колодец
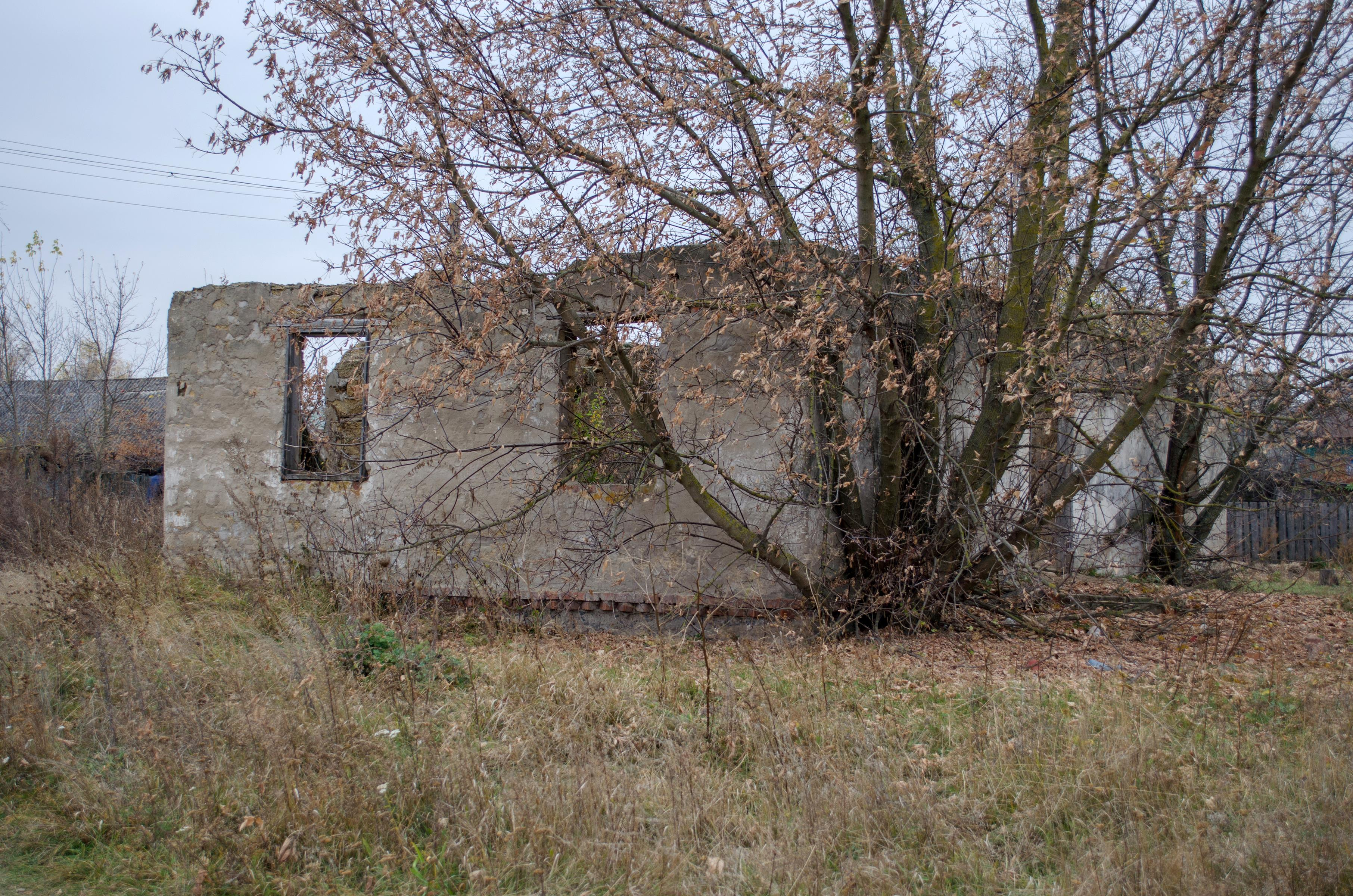
Недострой
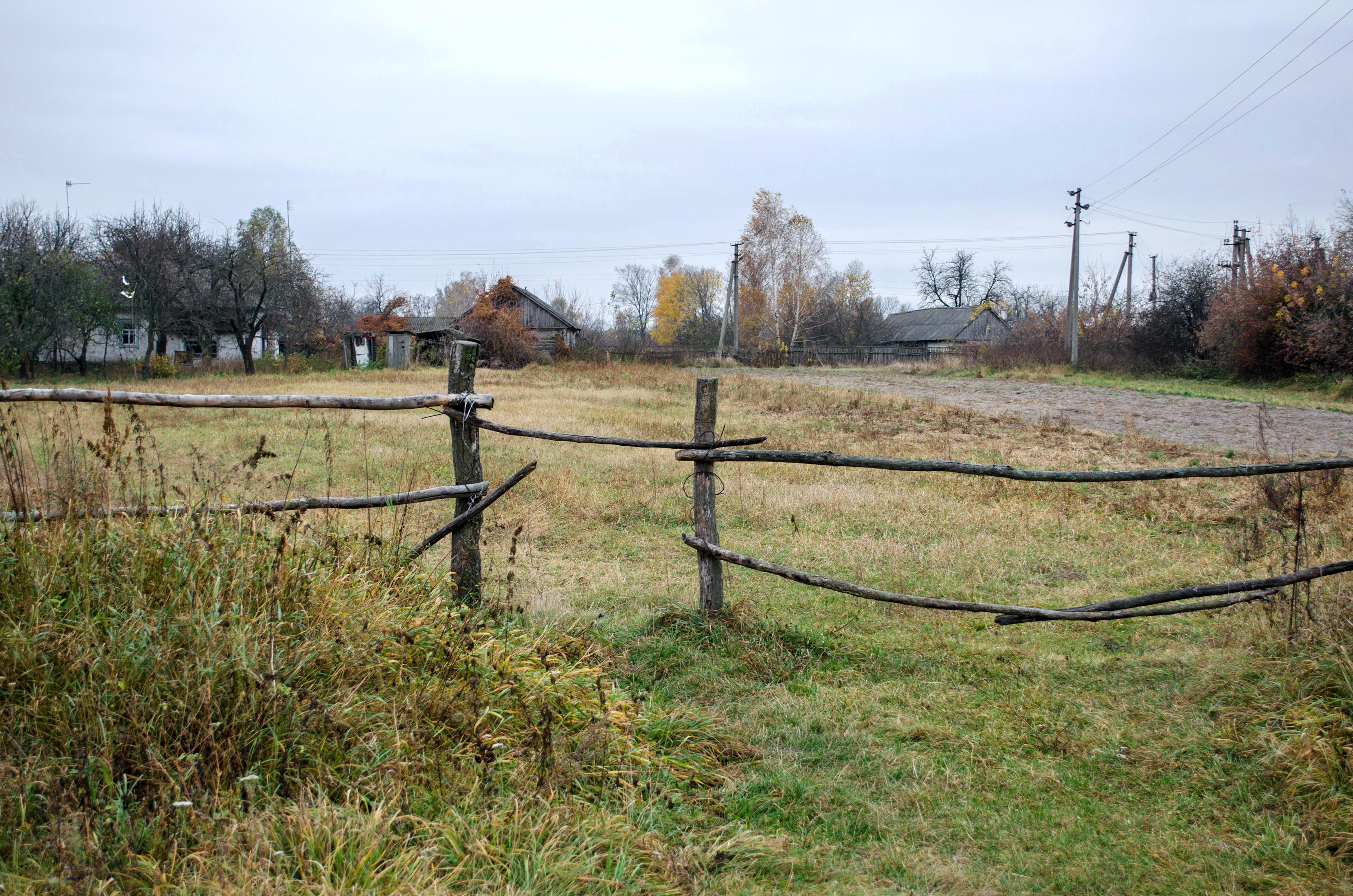
Ограда
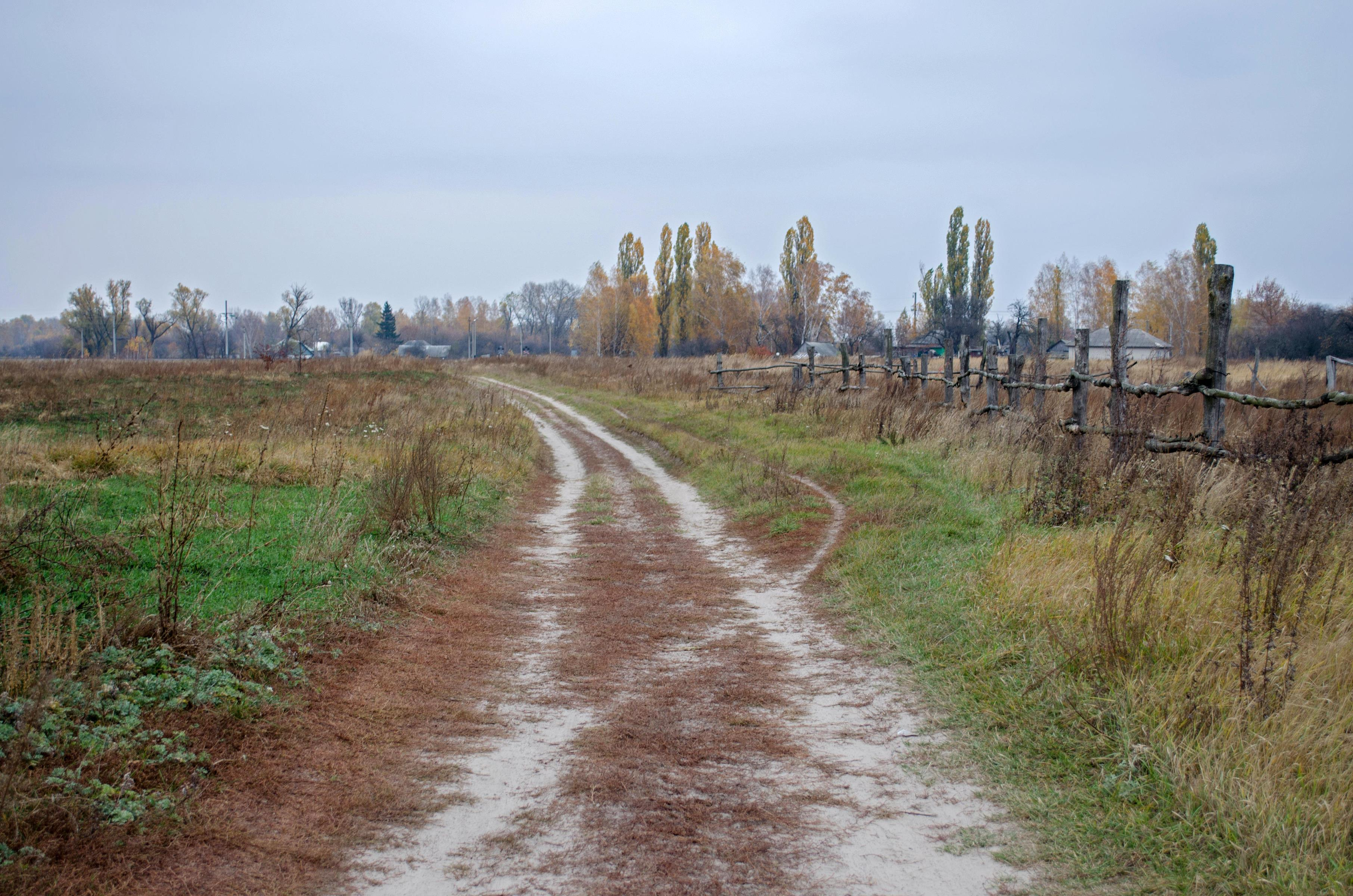
Сельские просторы
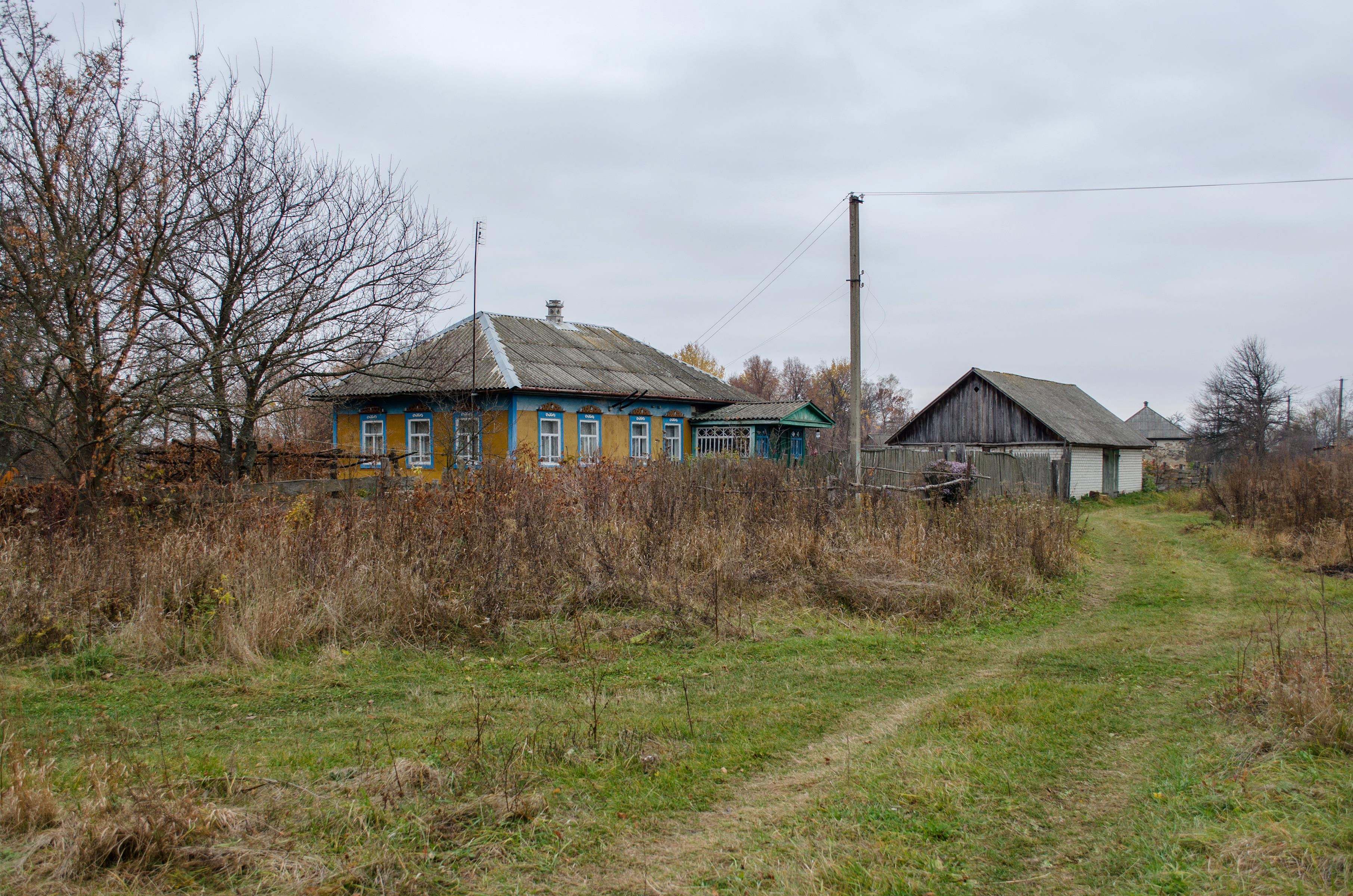
Улица
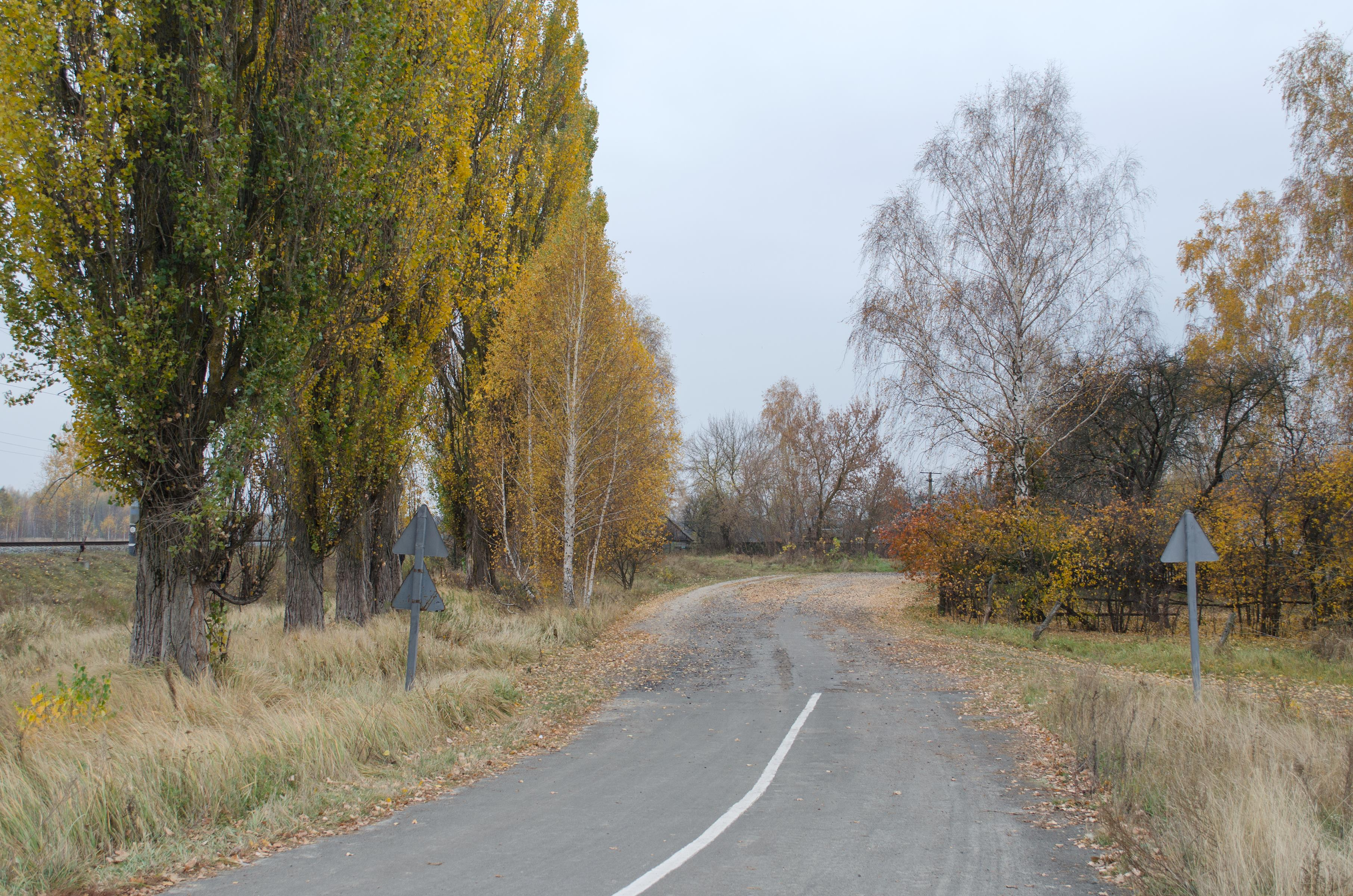
Дорога